# Рур (притока Маасу)
Рур (нід. Roer Нідерландською: [ruːr] ( прослухати), лімбурзька: [ʀuːʀ˦]; нім. Rur (Німецька: [ʁuːɐ̯] ( прослухати); французька Rour [ʁuʁ]) — річка в Бельгії, Німеччині (припадає близько 80% річкового басейну) та Нідерландах, права притока Маасу.

## Загальні характеристики
Довжина Руру — 170 км, площа басейну річки — 2 340 км².
У нижній течії сток Рура зарегульований греблями. Паводки трапляються взимку і навесні. Несудоплавна. 
Головні притоки:
- Інде;
- Вурм;
- Елленбах;
- Калл;
- Малефінкбах;
- Мерцбах;
- Вурм;
- Олеф;
- Урфт.

## Територія протікання

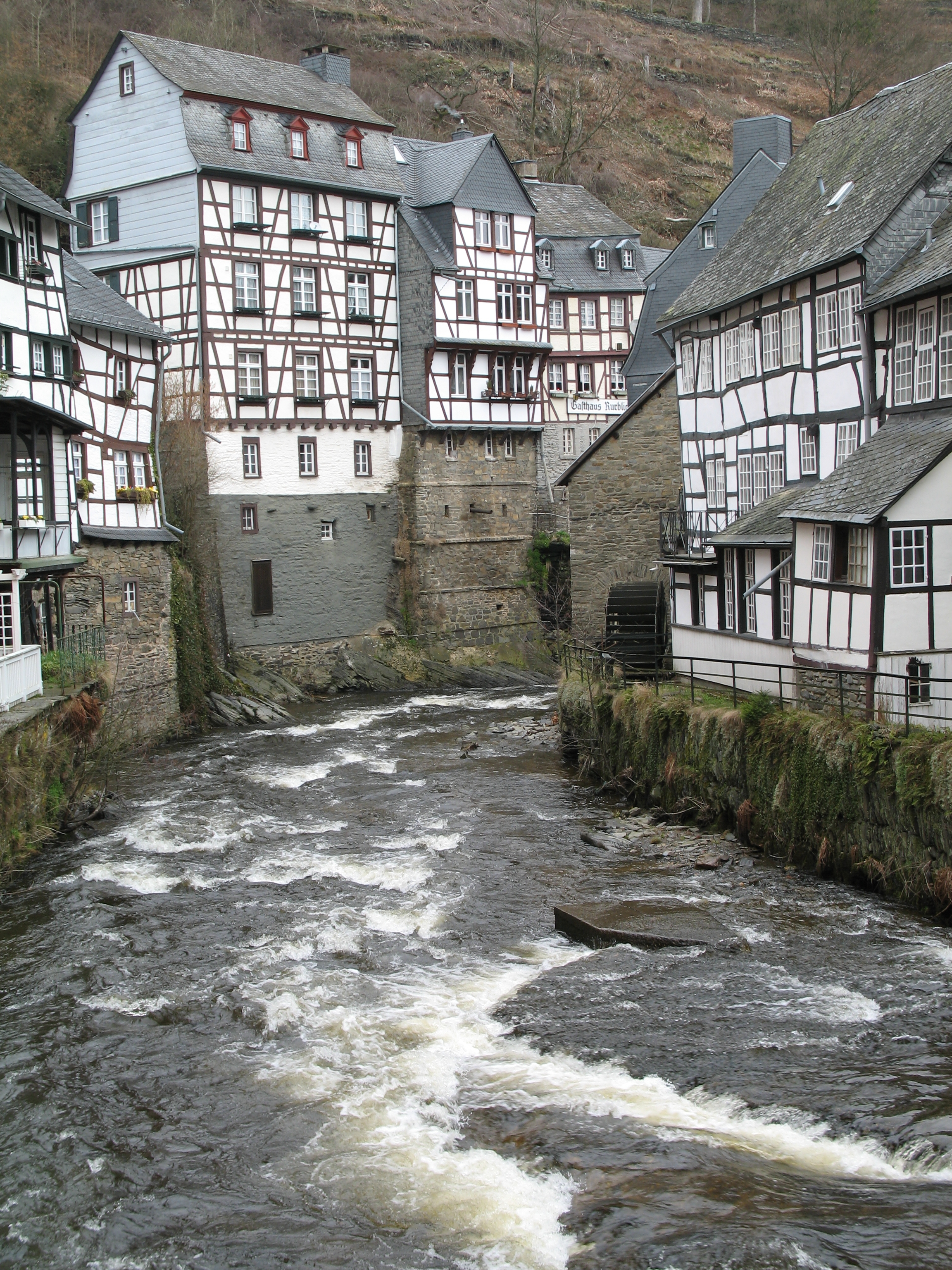
До Руру в Моншау (Німеччина) «туляться» старовинні фахверки

Витік Руру знаходиться на висоті 660 м над рівнем моря в Національному парку «Високий Фенн», розташованому на однойменній височині (Hautes Fagnes) у Бельгії. 
На південь від міста Моншау Рур втікає на територію Німеччини (федеральна земля Північний Рейн — Вестфалія). Протікає через північну частину гірського масиву Айфель (Eifel). Через 39 км Рур утворює Рурштаузее (Rurstausee) — друге за величиною рукотворне озеро Німеччини. 
На 160-му км Рур втікає на територію Нідерландів і приблизно на 170-му впадає в річку Маас у районі міста Рурмонда. 
На Рурі стоять міста Моншау, Гаймбах, Нідеґґен, Дюрен, Юліх, Гайнсберг (Німеччина), у гирлі розташовані порт Рурмонд та його передмістя-історичне поселення Санкт-Оділієнберг (Нідерланди).

## Історія
У період 1795—1815 років, коли Бельгія, Нідерланди і частина Німеччини входили до складу Франції, території навколо Рура входили до департаменту, названого за ім'ям річки.
Під час Другої світової війни по Руру проходив фронт військ союзників. Від 16 грудня 1944 до 23 лютого 1945 року 9-а армія США не могла перейти Рур, оскільки німецькі війська контролювали дамбу в добре укріпленому районі поблизу витоку річки. Це означало, що вермахт потенційно міг підірвати дамбу і буквально змити наступ. Врешті-решт, після того як німецький контрнаступ в Арденнах був зупиненений, німецькі інженери підірвали дамбу. Коли встановився новий рівень води річки рано вранці 23 лютого 1945 року в ході операції «Граната» (англ. Grenade) сили союзників форсували Рур в районі Дюрена.
Нині в німецькому Гаймбасі діє водний музей — інфо-центр (Wasser-Info-Zentrum).
1. ↑  Ambleve/Rour Amel/Rur